# 안계시외버스터미널
안계시외버스터미널은 경상북도 의성군 안계면 용기4길 18 (용기리 916-17)에 위치한 대한민국의 시외버스터미널이다.
다른 지역의 버스터미널과 달리 안계면 읍내 속에 위치하여 도로 교통으로 접근하기에는 좋지 않은 위치에 있다. 터미널 건물은 1층으로 구성되어 있으며 건물에는 안계공용버스정류장이라고 되어 있다.

## 운행 노선

### 시외버스
| 방면        | 행선지                                                                                               |
| ----------- | --- |
| 수도권 방면 | 동서울                                                                                               |
| 충청권 방면 | 건국대 충주캠퍼스                                                                                    |
| 영남권 방면 | 구미, 구미공단, 구미복지, 군위, 낙동, 다인, 도리원, 문경, 부산, 북대구, 예천, 지보, 풍양, 함창, 효령 |

### 군내버스
- 의성군의 농어촌버스
  - 안계 ~ 의성, 도리원 (좌석, 일반)
  - 안계 ~ 안사, 중하, 쌍호
  - 안계 ~ 삼분, 달제
  - 안계 ~ 자락
  - 안계 ~ 신산, 무릉, 다인
  - 안계 ~ 봉정, 다인, 문정자
  - 안계 ~ 용곡, 구천, 청산
  - 안계 ~ 양곡
  - 안계 ~ 양정
  - 안계 ~ 팔등

- 상주시의 시내버스
  - 안계 ~ 상주